# Youchao
Youchao, (cinese: 有巢, pinyin: Yǒucháo) (fl. XXXII-XXXI secolo a.C.), fu imperatore della Cina, uno dei leggendari Tre Augusti.
Secondo l'antica mitologia cinese è l'inventore della casa e dell'edilizia.
Il Libro dei riti (禮記) evidenzia un nesso con i Cinque Imperatori, che corrispondono ai Cinque Lignaggi, tra i quali figura appunto anche quello di Youchao-shi (有巢氏).